# Nonanal
Nonanal (även kallad pelargonaldehyd) är en alkyl aldehyd. Det är en förorenad färglös vätska med karaktäristisk lukt.

## Forskning
Den amerikanske kemisten och ekologen Walter Leal vid universitetet i Davis, Kalifornien visade i ett experiment att ämnet drar till sig stickmyggor  och att vissa människor kan producera upp till 20 nanogram nonanal i timmen. Av denna upptäckt hoppas man kunna utveckla effektivare myggfångare. Tester har gjorts och visar att nonanal i kombination med koldioxid agerar synergistiskt och ger effektiva resultat.